# Jevgenij Sjaronov
Jevgenij Konstantinovitj Sjaronov (ryska: Евгений Константинович Шаронов), född 11 december 1958 i Dzerzjinsk, är en före detta sovjetisk vattenpolomålvakt. Han tog OS-guld 1980 och OS-brons 1988 med det sovjetiska landslaget samt OS-brons 1992 med Förenade laget.
Sjaronov tog VM-guld för Sovjetunionen i samband med världsmästerskapen i simsport 1982 i Guayaquil.
Sjaronov valdes in i The International Swimming Hall of Fame 2003.